# 191 (число)
Вижте пояснителната страница за други значения на 191.
191 (сто деветдесет и едно) е просто, естествено, цяло число, следващо 190 и предхождащо 192.
Сто деветдесет и едно с арабски цифри се записва „191“, а с римски цифри – „CXCI“. 191 е на 43-то място в реда на простите числа (след 181 и преди 193). Числото 191 е съставено от три цифри от позиционните бройни системи – 1 (едно), 9 (девет).

## Общи сведения
- 191 е нечетно число.
- 191-вият ден от годината е 10 юли.
- 191 е година от Новата ера.